# Marius Ștefănescu
Pour l’article homonyme, voir Ștefănescu.
Marius Ștefănescu, né le 14 août 1998 à Caracal en Roumanie, est un footballeur international roumain qui joue au poste d'ailier gauche à Konyaspor.

## Biographie

### En club
Né à Caracal en Roumanie, Marius Ștefănescu rejoint le Sepsi OSK en 2018. C'est avec ce club qu'il commence sa carrière professionnelle, jouant son premier match le 12 juillet 2019 face au FC Voluntari, en championnat. Il entre en jeu à la place d'István Fülöp et les deux équipes se neutralisent ce jour-là (0-0 score final).
Le 10 décembre 2019, Ștefănescu inscrit son premier but en professionnel, lors d'une rencontre de championnat face au FC Academica Clinceni. Titularisé ce jour-là, il réalise même un doublé et contribue ainsi à la victoire de son équipe par quatre buts à zéro.
Marius Ștefănescu participe à la finale de la coupe de Roumanie qui a lieu le 19 mai 2022 contre le FC Voluntari. Il est titularisé et devient le héros du match en inscrivant les deux buts de son équipe, qui s'impose ce jour-là (2-1 score final). Il remporte ainsi le premier trophée de sa carrière, et il s'agit de la première coupe de Roumanie remportée par le Sepsi OSK.
Lors de l'été 2024, Marius Ștefănescu rejoint le FCSB. Le transfert est annoncé le 14 juin 2024 et le montant de la transaction est estimée à 1,3 million d'euros.
Le 30 juillet 2025, Marius Ștefănescu quitte le FCSB pour sa première expérience à l'étranger, en Turquie, signant en faveur de Konyaspor pour un contrat courant jusqu'en juin 2028.

### En sélection
Le 24 mai 2022, Marius Ștefănescu est convoqué pour la première fois avec l'équipe nationale de Roumanie par le sélectionneur Edward Iordănescu,. Il honore sa première sélection face au Monténégro le 14 juin 2022. Il est titularisé puis remplacé à la 58e minute par Octavian Popescu et son équipe s'incline par trois buts à zéro.

## Palmarès
Sepsi OSK
- Coupe de Roumanie (1) :
  - Vainqueur : 2021-2022.
- Supercoupe de de Roumanie (1) :
  - Vainqueur : 2022.